# Real Alcázar de Sevilha
O Real Alcázar de Sevilha (em castelhano: Real Alcázar de Sevilla),
também conhecido como Reais Alcázares de Sevilha (Reales Alcázares de Sevilla),
é um complexo palaciano situado em Sevilha, Espanha, composto por vários edifícios de diferentes épocas. A fortificação original foi construída sobre uma antiga edificação romana, e mais tarde visigoda. Posteriormente passou a ser uma basílica paleocristã, identificada por alguns como a Basílica de São Vicente Mártir), onde teria sido enterrado São Isidoro.
Embora aberto ao público, o conjunto continua a ser a residência dos membros da família real espanhola quando estes visitam Sevilha. O conjunto foi declarado Património Mundial pela UNESCO, no ano de 1987, integrado no sítio "Catedral, Alcázar e Arquivo das Índias de Sevilha".

## História
O Real Alcázar de Sevilha começou a tomar o seu aspecto actual depois da conquista de Sevilha, em 713, pelos árabes. Estes utilizaram os alcáceres como residência dos seus líderes a partir de 720. Em 884, a fortaleza contribuiu para evitar a invasão da cidade pelos viquingues.
Inicialmente, o complexo compunha-se por vários recintos, como a Casa dos Príncipes, edifícios que, no século IX iam desde o que é atualmente a Praça do Triunfo até ao Bairro da Santa Cruz.
Um dos palácios que rodeia dois pátios é da mesma época da Alhambra de Granada. Para levar a cabo a obra, foram enviados pelo rei nacérida Maomé V importantes artesãos toledanos, granadinos, assim como locais. Foi ampliado com a construção da residência dos emires no século XI. No mesmo século continuaram as obras de fortificação e ampliação com estruturas como o alcázar ou o Palácio das Bendições. Um século depois, os almóadas adicionaram mais pátios e palácios.
Afonso X, o Sábio fez as primeiras reformas criando três grandes salões góticos. Posteriormente, em 1364, Pedro I, o Cruel decidiu construir o que se converteu no primeiro palácio de um rei castelhano que não estava protegido atrás das muralhas e defesas de um castelo, atingindo, assim, o seu definitivo aspecto mudéjar que conserva na actualidade e que assombra pela sua riqueza e elegância. Neste período, ergueu-se a Capela Gótica, o apeadero, o Pátio da Montaria e os grotescos dos jardins. O Palácio de Pedro I é considerado o mais completo exemplo da arquitectura mudéjar em Espanha.
Conserva-se, todavia, os restos do antigo palácio Islâmico como o Pátio de Gesso, de época anterior à Reconquista. As obras iniciadas por Pedro I impulsionaram a realização de mais transformações por soberanos posteriores, como os Reis Católicos; nele Carlos I celebrou a sua boda com Isabel de Portugal; num dos seus quartos nasceu, em 1848, a infanta Isabel, neta de Fernando VII. Afonso XIII, grande apaixonado pela cidade, também realizou diversas reformas.
Na actualidade, além de se poder desfrutar da sua beleza arquitectónica, Real Alcázar é utilizado para realizar exposições de objectos da época árabe nos seus salões. No verão os seus jardins servem como cenário de concertos nocturnos.

## Interiores

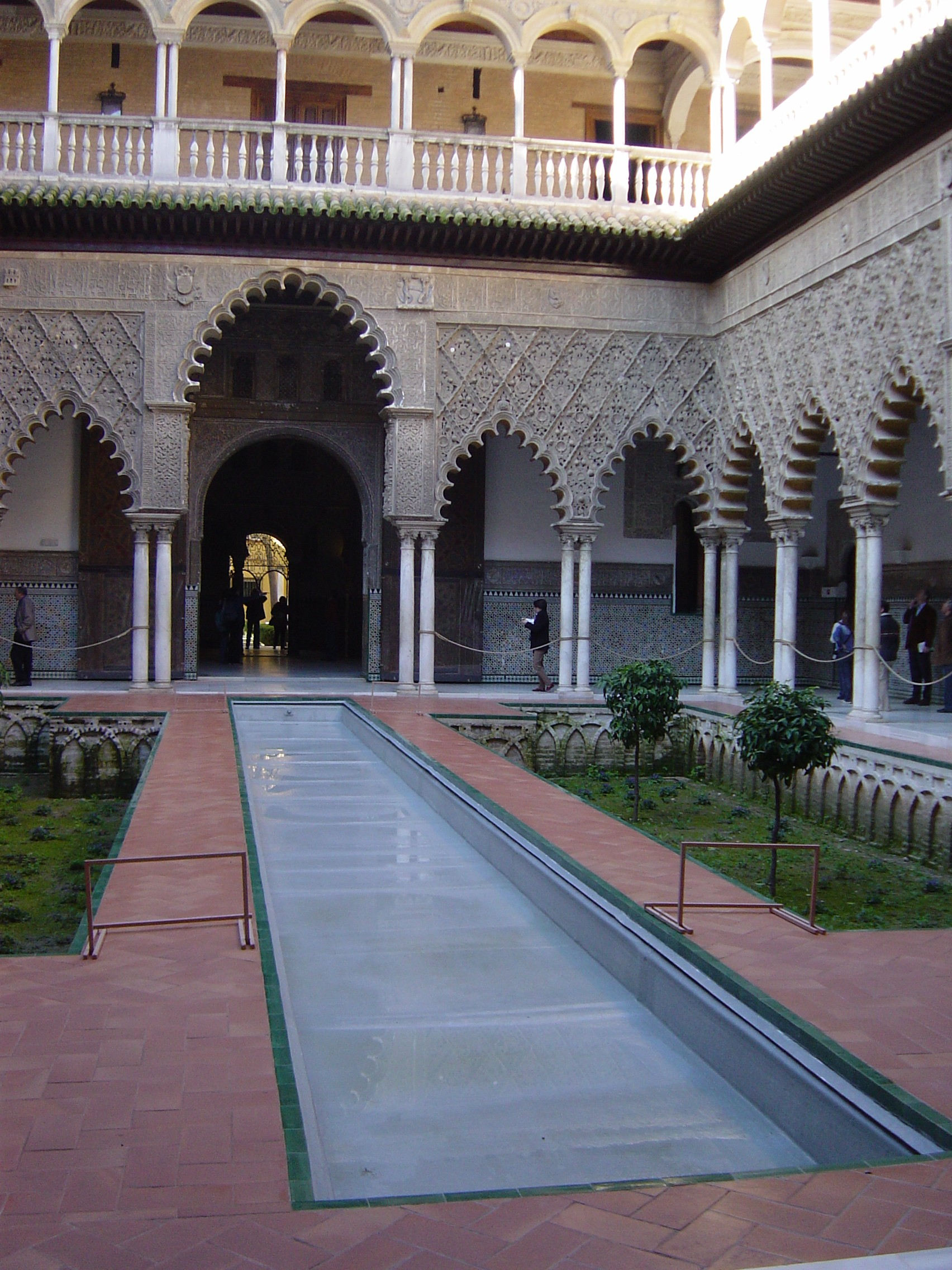
Pátio das Donzelas

Logo à entrada temos a Porta do Leão, em estilo almóada. A partir deste sítio tudo o que se pode ver é um conjunto extraordinariamente mesclado de arte árabe e cristã. Cruzando a muralha árabe do século XII, situamo-nos primeiramente no Pátio da Montaria, cujo nome se deve aos batedores que acompanhavam o rei nas suas caçadas.
Passamos ao Pátio do Leão, onde se podem contemplar as magníficas filigranas do Palácio de Pedro I. À direita situa-se o Quarto do Almirante, destinado por Isabel a Católica como Casa de Contratação depois da descoberta do Novo Mundo. Conserva-se no recinto a "Virgem dos Mareantes", de Alejo Fernández, obra de 1531, como lembrança do feito produzido. Foram aqui projectadas as mais célebres viagens dos descobridores, como a Primeira Volta ao Mundo de Magalhães. No outro extremo do pátio existem uns salões do século XVIII, construídos sobre restos de um palácio gótico do qual ainda se conservam os Banhos de Maria de Padilla, a  Capela e o Salão de Carlos V.
Caminhando ao longo das galerias e salas decoradas com belos azulejos e preciosos tetos mudéjares, desde o vestíbulo chega-se ao Pátio das Donzelas, o pátio principal, uma obra mestra da arte mudéjar andaluza. Os Apartamentos Reais estão num primeiro nível com as salas redecoradas no século XVIII. depois deste pátio encontramos a Sala dos Reis, a Sala de Carlos V contendo grandes tapetes de Bruxelas, o Salão do Imperador com azulejos do século XV e tapetes flamengos, e o famoso Salão dos Embaixadores, uma sala coberta por uma cúpula semiesférica adornada com complicados arabescos dourados. Todas estas salas têm vistas para o pátio. A última delas é o aposento mais importante do alcázar.
A partir da Sala de Filipe II chega-se ao Pátio das Bonecas, cujo nome se deve aos pequenos rostos visíveis em vários arcos. Este pátio, com uma belíssima ornamentação de azulejos e arabescos de estuque, costuma animar os visitantes que descobrem as caritas de bonecas talhadas em diversas colunas, já que se prestarmos atenção podemos encontrar nove caras em diferentes zonas da sala. Segundo a tradição, "traz sorte" a quem as encontra pelos seus meios.
O sismo de Lisboa de 1755 afectou o conjunto arquitectónico, obrigando à realização de importantes modificações. Foi dado, então, um toque barroco ao pátio do cruzeiro.

## Jardins

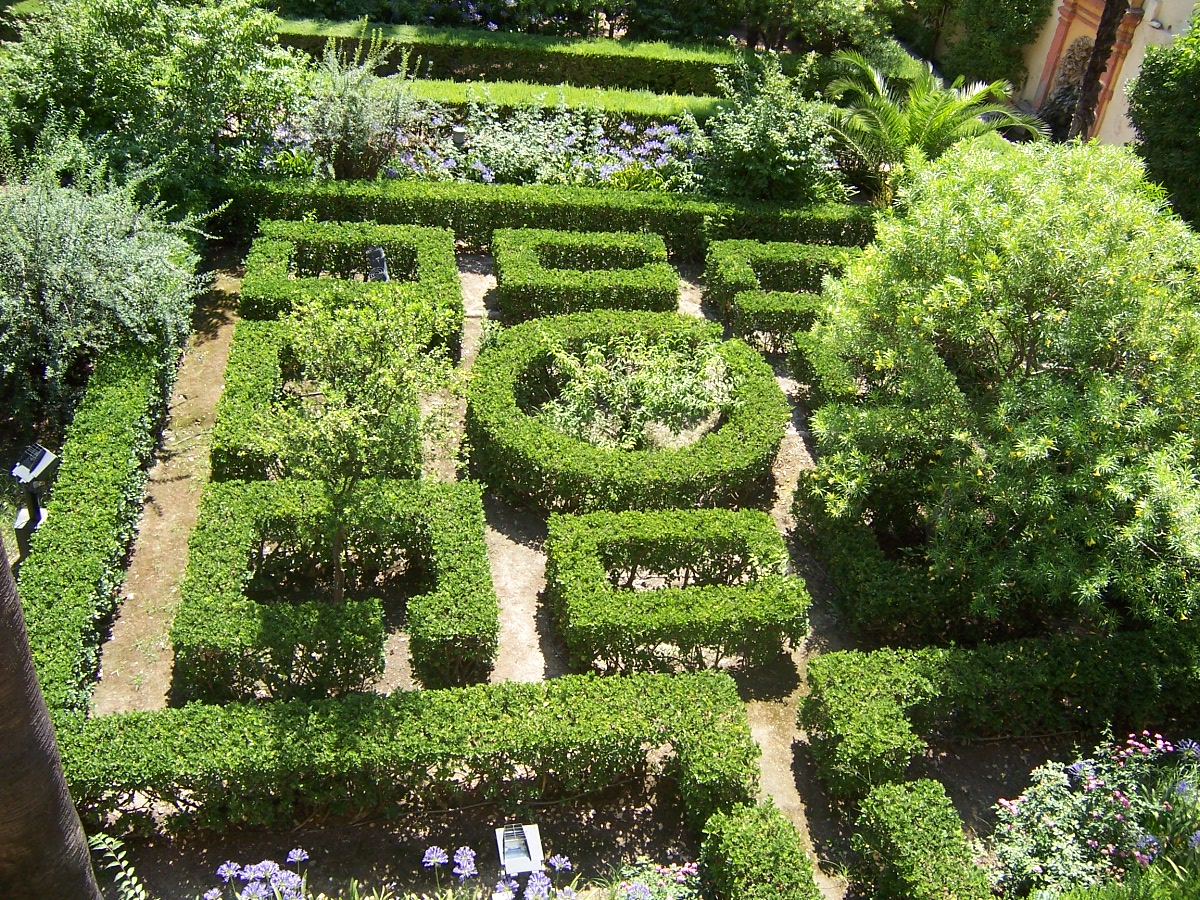
Jardins

Passear pelos Jardins do Alcázar pode ser um dos passeios mais agradáveis de Sevilha, sendo possível encontrar elementos árabes, renascentistas e modernos. Estão dispostos em terraços com uma vegetação verdejante, possuindo uma grande diversidade de laranjeiras e palmeiras, com fontes e pavilhões onde se respira frescura e quietude, lugar para o sossego e descanso na calorosa cidade. Destacam-se os Jardins do Príncipe, com a Fonte de Mercúrio, os Jardins do Laranjal, com a  Fonte do Leão, e o Pavilhão de Carlos V, onde morreu o rei Fernando III de Castela. No resto dos jardins, mais modernos, podemos encontrar-nos coo o escudo e nome do rei Afonso XIII.
A partir dos jardins chegamos ao Pátio de Bandeiras, lugar onde se colocavam as bandeiras quando algum rei estava alojado no palácio, além de servir como uma espécie de Praça de Armas do alcázar.

## No cinema e televisão
Os Alcázar de Sevilla já serviu de cenário para filmes famosos, como Lawrence da Arábia (de 1962), The Wind and the Lion (1975), 1492: Conquest of Paradise (1992), Kingdom of Heaven (2005) ou Knight and Day (2010). Lá foram também filmadas partes das séries de televisão Game of Thrones (5.ª temporada, 2015), Emerald City (2017), The White Princess (2017) e Warrior Nun (2020).